# Mount Van der Hoeven
Mount Van der Hoeven ist ein 1940 m hoher Berg im ostantarktischen Viktorialand. Er ragt nördlich des Kopfendes des Boggs Valley nahe dem Zentrum der Helliwell Hills auf.
Der United States Geological Survey kartierte ihn anhand eigener Vermessungen und mithilfe von Luftaufnahmen der United States Navy zwischen 1960 und 1963. Das Advisory Committee on Antarctic Names benannte ihn nach dem Seismologen Frans G. Van der Hoeven, der im Rahmen des United States Antarctic Program von 1959 bis 1960 eine Expedition zur Erkundung des Viktorialands leitete.